# 노성만
노성만(盧成萬, 1939년 ~ 2021년 8월 18일)은 대한민국의 의학자이며, 제15대 전남대학교 총장을 지낸 교육인이다.

## 학력
- 광주제일고등학교 졸업
- 전남대학교 의과대학 졸업(의학사)
- 전남대학교 대학원 석사과정(석사)
- 전남대학교 대학원 박사과정(박사)
- 해외연수 일본구루메대학
- 해외연수 덴마크 코펜하겐대학병원
- 해외연수 미국 노스케롤라이나 대학
- 정형외과전문의 자격 취득(No.300)
- 재활의학과전문의 자격 취득(No.31)
- 스포츠의학 분과전문의자격 취득(No.79)

## 경력 사항

### 교수 활동
- 전남대학교의과대학 교수
- 전남대학교 교무처장
- 전남대학교 병원장
- 전남대학교병원 이사장
- 전남대학교 총장
- 전남대학교 의과대학 명예교수

### 학회 활동
- 국제정형외상학회(SICOT) 정회원
- 국제기초정형외과학회(SIROT) 정회원
- 서태평양 정형외과학회(WPOA) 정회원
- 스위스 AFOR 재단이사
- SICOT 한국지회 이사
- 한일정형외과 합동 심포지움 조직위원장
- 한일정형외과스포츠학회 합동 학술대회 조직위원장'
- 대한골절학회 회장 및 이사
- 대한소아정형외과학회 회장 및 이사
- 대한고관절학회 회장 및 이사
- 대한정형외과스포츠의학회 회장 및 이사
- 대한스포츠의학회 부회장 및 이사
- 대한정형외과학회 회장 및 이사
- 대한정형외과컴퓨터수술학회 회장 및 이사
- 대한정형외과학회 자문위원
- 대한소아정형외과학회 자문위원 및 이사
- 대한재활의학회 이사

### 사회 활동
- 한국대학교육협의회 부회장
- 대통령자문 새교육공동체 대학위원회 위원
- 제2건국 범국민추진위원회 위원
- 국.공립 대학교총장협의회 부회장
- 거점국립대학교 총장협의회 회장
- 민주평화통일 자문회의 상임위원
- 대한병원협회 부회장
- 광주 YMCA 이사장
- 광주방송(KBC) 시청자위원장
- 광주 YMCA 재단이사
- 전라남도 자원봉사센터 이사장
- 전남 사회복지공동모금회 회장

## 수상 내역
- 1972년 인헌무공훈장
- 1974년 한국화이자 의학상
- 1985년 대한정형외과학회 학술상
- 1986년 대한정형외과학회 학술상
- 1986년 대한스포츠의학회 학술상
- 1987년 대한스포츠의학회 학술상
- 1987년 제1회 광주광역시 시민대상 학술상
- 1992년 무등문화상 학술상
- 1999년 대한정형외과학회 학술상
- 2002년 광주시의사회 무등의림대상 학술상
- 2004년 대한정형외과학회 학술상
- 2004년 대통령 청조근정훈장
- 2007년 한국능률인 대상
- 2007년 대한정형외과학회 학술상
- 2008년 용봉인영예대상

## 병역
- 1969년 대위임관(군의관)
- 1972년 만기제대(소령)
- 1970년 ~ 1972년 월남전 참전 (십자성부대 제1치료 중대장)
- 1972년 인헌무공훈장 수훈